# 细茎鹤顶兰
细茎鹤顶兰（学名：Phaius mishmensis）为兰科鹤顶兰属下的一个种。

## 扩展阅读
- 維基物種上的相關：细茎鹤顶兰